# E-cops
E-cops was een website van de Belgische federale politie waarop misdrijven op het internet konden worden gemeld.
De website is op 24 januari 2007 in gebruik genomen. E-cops is bedoeld als laagdrempelige toegang tot opsporingsdiensten, zonder formaliteiten. Meldingen worden op inhoud van de aangifte aan de betreffende instanties toegewezen, waarvan de aangever bericht krijgt.
Sinds 17 november 2013 is het SSL-certificaat van de website vervallen en kunnen er geen misdrijven meer gemeld worden.
Het meldpunt eCops werd afgesloten op 17 juli 2015.

## Voorbeelden
Met internetmisdrijven worden o.a. bedoeld:
- Hacken
- Illegale goksites
- Internetfraude
- Kinderpornosites
- Oplichting
- Phishing
- Racisme en discriminatie
- Spam
- Spoofing